# فیدل باراخاس
فیدل باراخاس (انگلیسی: Fidel Barajas؛ زادهٔ ۵ آوریل ۲۰۰۶) بازیکن فوتبال اهل ایالات متحده آمریکا است.
وی همچنین در تیم‌های ملی فوتبال زیر ۱۷ سال ایالات متحده آمریکا و زیر ۱۷ سال مکزیک بازی کرده است.